# UEFA Women's Champions League 2016-2017
La UEFA Women's Champions League 2016-17 è stata la sedicesima edizione del campionato europeo di calcio femminile per club. Il torneo inizierà il 23 agosto 2016 e si è conclusa il 1º giugno 2017 con la finale, giocata al Cardiff City Stadium di Cardiff, nel Galles. L'Olympique Lione ha vinto il trofeo per la quarta volta nella sua storia, seconda consecutiva,  battendo il Paris Saint-Germain dopo i tiri di rigore, raggiungendo il record di successi del 1. FFC Francoforte.

## Formato
Partecipano al torneo 2016-17 un totale di 59 squadre provenienti da 47 diverse federazioni affiliate alla UEFA. Il coefficiente UEFA viene utilizzato per determinare il numero di partecipanti per ogni federazione:
- Le federazioni alle posizioni di classifica dalla numero 1 alla numero 12 hanno il diritto di iscrizione di due squadre.
- Tutte le altre federazioni hanno la facoltà di iscrivere una sola squadra alla fase di qualificazione.
- La vincitrice dell'edizione 2015-2016 acquisisce di diritto di iscrizione anche se nella stagione nazionale 2015-2016 non è riuscita a qualificarsi per il torneo. Dato che l'Olympique Lione ha vinto la stagione di Division 1 Féminine 2015-2016, questa regola non si è applicata.

## Ranking
Per l'edizione 2016-2017 della UEFA Women's Champions League, alle squadre sono assegnati posti in base al loro coefficiente all'anno 2014, il quale tiene conto delle loro prestazioni in competizioni europee dalla stagione 2010-2011 a quella 2014-2015.
| Pos. | Federazione     | Coeff. | Sq. |
| ---- | --------------- | ------ | --- |
| 1    | Germania        | 96,000 | 2   |
| 2    | Francia         | 76,000 | 2   |
| 3    | Svezia          | 61,500 | 2   |
| 4    | Inghilterra     | 58,000 | 2   |
| 5    | Russia          | 44,000 | 2   |
| 6    | Spagna          | 41,000 | 2   |
| 7    | Danimarca       | 39,000 | 2   |
| 8    | Italia          | 35,000 | 2   |
| 9    | Austria         | 32,500 | 2   |
| 10   | Repubblica Ceca | 32,000 | 2   |
| 11   | Scozia          | 29,000 | 2   |
| 12   | Norvegia        | 27,500 | 2   |
| 13   | Svizzera        | 27,000 | 1   |
| 14   | Cipro           | 19,000 | 1   |
| 15   | Polonia         | 18,500 | 1   |
| 16   | Kazakistan      | 18,000 | 1   |
| 17   | Paesi Bassi     | 17,000 | 1   |
| 18   | Islanda         | 17,000 | 1   |
| 19   | Belgio          | 17,000 | 1   |

| Pos. | Federazione          | Coeff. | Sq. |
| ---- | -------------------- | ------ | --- |
| 20   | Ungheria             | 15,500 | 1   |
| 21   | Serbia               | 14,000 | 1   |
| 22   | Romania              | 14,000 | 1   |
| 23   | Finlandia            | 13,000 | 1   |
| 24   | Lituania             | 11,000 | 1   |
| 25   | Irlanda              | 11,000 | 1   |
| 26   | Turchia              | 11,000 | 1   |
| 27   | Ucraina              | 11,000 | 1   |
| 28   | Bielorussia          | 11,000 | 1   |
| 29   | Grecia               | 10,500 | 1   |
| 30   | Slovenia             | 10,000 | 1   |
| 31   | Portogallo           | 9,500  | 1   |
| 32   | Bosnia ed Erzegovina | 9,000  | 1   |
| 33   | Croazia              | 8,000  | 1   |
| 34   | Israele              | 8,000  | 1   |
| 35   | Bulgaria             | 6,500  | 1   |
| 36   | Slovacchia           | 6,500  | 1   |
| 37   | Estonia              | 5,000  | 1   |

| Pos. | Federazione      | Coeff. | Sq.  |
| ---- | ---------------- | ------ | ---- |
| 38   | Fær Øer          | 4,000  | 1    |
| 39   | Galles           | 3,000  | 1    |
| 40   | Macedonia        | 3,000  | 1    |
| 41   | Irlanda del Nord | 2,000  | 1    |
| 42   | Albania          | 1,500  | 1    |
| 43   | Montenegro       | 1,000  | 1    |
| 44   | Moldavia         | 0,500  | 1    |
| 45   | Malta            | 0,000  | 1    |
| 46   | Lettonia         | 0,000  | 1    |
| 47   | Georgia          | 0,000  | (NI) |
| 48   | Lussemburgo      | 0,000  | (NI) |
| (NP) | Kosovo           | 0,000  | 1    |
| (NP) | Andorra          | 0,000  | (NI) |
| (NP) | Armenia          | 0,000  | (NI) |
| (NP) | Azerbaijan       | 0,000  | (NI) |
| (NP) | Gibilterra       | 0,000  | (NI) |
| (NP) | Liechtenstein    | 0,000  | (NI) |
| (NP) | San Marino       | 0,000  | (NI) |

Legenda:
- (NI) - Non partecipa
- (NP) - Nessuna posizione (l'associazione non ha partecipato alle cinque stagioni utilizzate per il calcolo dei coefficienti)

## Squadre partecipanti
La seguente lista contiene le squadre qualificate per il torneo e che competeranno per l'edizione in corso. Con DT si è indicata la detentrice del titolo, con CN la squadra campione nazionale, con 2ª la seconda classificata. Il Kosovo ha iscritto la squadra campione nazionale per la prima volta dopo essere entrato a far parte della UEFA nel maggio 2016. La squadra faroese del KÍ Klaksvík continua ad essere la squadra che ha partecipato a tutte le edizioni.
| Sedicesimi di finale      | Sedicesimi di finale   | Sedicesimi di finale      | Sedicesimi di finale      |
| ------------------------- | ---------------------- | ------------------------- | ------------------------- |
| Bayern Monaco (CN)        | Wolfsburg (2ª)         | Olympique Lione (CN) (DT) | Paris Saint-Germain (2ª)  |
| Rosengård (CN)            | Eskilstuna United (2ª) | Chelsea (CN)              | Manchester City (2ª)      |
| Zvezda 2005 Perm' (CN)    | Rossijanka (2ª)        | Athletic Bilbao (CN)      | Barcellona (2ª)           |
| Fortuna Hjørring (CN)     | Brøndby (2ª)           | Brescia (CN)              | AGSM Verona (2ª)          |
| St. Pölten (CN)           | Sturm Graz (2ª)        | Slavia Praga (CN)         | Sparta Praga (2ª)         |
| Glasgow City (CN)         | Hibernian (2ª)         | LSK Kvinner FK (CN)       |                           |
| Fase di qualificazione    |                        |                           |                           |
| Avaldsnes (2ª)            | Zurigo (CN)            | Apollōn Lemesou (CN)      | Medyk Konin (CN)          |
| BIIK Kazygurt (CN)        | Twente (CN)            | Breiðablik (CN)           | Standard Liegi (CN)       |
| Ferencváros (CN)          | Spartak Subotica (CN)  | Olimpia Cluj (CN)         | PK-35 Vantaa (CN)         |
| Gintra Universitetas (CN) | Wexford Youths (CN)    | Konak (CN)                | Žytlobud-1 Charkiv (CN)   |
| Minsk (CN)                | PAOK Salonicco (CN)    | Pomurje (CN)              | Benfica (CN)              |
| SFK 2000 (CN)             | Osijek (CN)            | Ramat HaSharon (CN)       | NSA Sofia (CN)            |
| Slovan Bratislava (CN)    | Pärnu (CN)             | KÍ Klaksvík (CN)          | Cardiff Metropolitan (CN) |
| Dragon 2014 (CN)          | Newry City (CN)        | Vllaznia (CN)             | Breznica (CN)             |
| Criuleni (CN)             | Hibernians (CN)        | Rīgas FS (CN)             | Hajvalia (CN)             |

## Turni e sorteggi
L'UEFA ha fissato il calendario della competizione e gli abbinamenti che saranno necessari nello svolgersi del torneo nella sua sede di Nyon, Svizzera.
| Turno          | Sorteggio         | Andata                                          | Ritorno                                         |
| -------------- | ----------------- | ----------------------------------------------- | ----------------------------------------------- |
| Qualificazioni | 24 giugno 2016    | 23-28 agosto 2016                               | 23-28 agosto 2016                               |
| Sedicesimi     | 1º settembre 2016 | 5-6 ottobre 2016                                | 12-13 ottobre 2016                              |
| Ottavi         | 17 ottobre 2016   | 9-10 novembre 2016                              | 16-17 novembre 2016                             |
| Quarti         | 25 novembre 2016  | 22-23 marzo 2017                                | 29-30 marzo 2017                                |
| Semifinali     | 25 novembre 2016  | 22-23 aprile 2017                               | 29-30 aprile 2017                               |
| Finale         | 25 novembre 2016  | 1º giugno 2017 al Cardiff City Stadium, Cardiff | 1º giugno 2017 al Cardiff City Stadium, Cardiff |

## Qualificazioni
Il sorteggio per il turno di qualificazione si è tenuto il 24 giugno 2016. Le 36 squadre che partecipano ai preliminari sono state divise in quattro fasce da nove per il sorteggio in base al coefficiente UEFA del club, il quale tiene conto delle prestazioni nelle competizioni europee dalla stagione 2011–12 alla 2015–16 più il 33% del valore del coefficiente assegnato alla federazione nello stesso intervallo di tempo. In ogni gruppo, le squadre giocano una contro l'altra in un mini-torneo all'italiana con le teste di serie preselezionate. Le otto vincitrici dei gironi acquisiscono il diritto di accedere ai sedicesimi di finale.
In caso di parità di punti tra due o più squadre di uno stesso gruppo, le posizioni in classifica verranno determinate prendendo in considerazione, nell'ordine, i seguenti criteri:
1. maggiore numero di punti negli scontri diretti tra le squadre interessate (classifica avulsa);
2. migliore differenza reti negli scontri diretti tra le squadre interessate (classifica avulsa);
3. maggiore numero di reti segnate negli scontri diretti tra le squadre interessate (classifica avulsa);
4. se, dopo aver applicato i criteri dall'1 al 3, ci sono squadre ancora in parità di punti, i criteri dall'1 al 3 si riapplicano alle sole squadre in questione. Se continua a persistere la parità, si procede con i criteri dal 5 al 9;
5. migliore differenza reti;
6. maggiore numero di reti segnate;
7. calci di rigore se le due squadre sono a parità di punti al termine dell'ultima giornata;
8. classifica del fair play;
9. posizione nel ranking UEFA.

N.B. Nella dicitura dei gironi viene indicata in corsivo la squadra ospitante.

### Gruppo 1
| Squadra         | Pt | G | V | N | P | GF | GS | DR |
| --------------- | -- | - | - | - | - | -- | -- | -- |
| Apollōn Lemesou | 7  | 3 | 2 | 1 | 0 | 9  | 3  | +6 |
| PAOK Salonicco  | 3  | 3 | 0 | 3 | 0 | 5  | 5  | 0  |
| Hajvalia        | 2  | 3 | 0 | 2 | 1 | 2  | 3  | -1 |
| KÍ Klaksvík     | 2  | 3 | 0 | 2 | 1 | 2  | 7  | -5 |

Fonte: Sito UEFA Gruppo 1
|                 | APO | HAJ | KLA | PAO |
| --------------- | --- | --- | --- | --- |
| Apollōn Lemesou |     | 1-0 | 5-0 |     |
| Hajvalia        |     |     | 1-1 |     |
| KÍ Klaksvík     |     |     |     | 1-1 |
| PAOK Salonicco  | 3-3 | 1-1 |     |     |

### Gruppo 2
| Squadra        | Pt | G | V | N | P | GF | GS | DR  |
| -------------- | -- | - | - | - | - | -- | -- | --- |
| Minsk          | 9  | 3 | 3 | 0 | 0 | 17 | 1  | +16 |
| Standard Liegi | 4  | 3 | 1 | 1 | 1 | 13 | 4  | +9  |
| Osijek         | 4  | 3 | 1 | 1 | 1 | 15 | 7  | +8  |
| Dragon 2014    | 0  | 3 | 0 | 0 | 3 | 1  | 34 | -33 |

Fonte: Sito UEFA Gruppo 2
|                | DRA  | MIN | OSI | STA |
| -------------- | ---- | --- | --- | --- |
| Dragon 2014    |      | 0-9 |     |     |
| Minsk          |      |     | 5-0 |     |
| Osijek         | 14-1 |     |     | 1-1 |
| Standard Liegi | 11-0 | 1-3 |     |     |

### Gruppo 3
| Squadra              | Pt | G | V | N | P | GF | GS | DR  |
| -------------------- | -- | - | - | - | - | -- | -- | --- |
| Breiðablik           | 7  | 3 | 2 | 1 | 0 | 14 | 1  | +13 |
| Spartak Subotica     | 7  | 3 | 2 | 1 | 0 | 6  | 3  | +3  |
| Cardiff Metropolitan | 3  | 3 | 1 | 0 | 2 | 6  | 11 | -5  |
| NSA Sofia            | 0  | 3 | 0 | 0 | 3 | 0  | 11 | -11 |

Fonte: Sito UEFA Gruppo 3
|                      | BRE | CAR | NSA | SPA |
| -------------------- | --- | --- | --- | --- |
| Breiðablik           |     |     | 5-0 |     |
| Cardiff Metropolitan | 0-8 |     |     |     |
| NSA Sofia            |     | 0-4 |     | 0-2 |
| Spartak Subotica     | 1-1 | 3-2 |     |     |

### Gruppo 4
| Squadra      | Pt | G | V | N | P | GF | GS | DR  |
| ------------ | -- | - | - | - | - | -- | -- | --- |
| Medyk Konin  | 9  | 3 | 3 | 0 | 0 | 13 | 1  | +12 |
| Olimpia Cluj | 6  | 3 | 2 | 0 | 1 | 18 | 4  | +14 |
| Pärnu        | 1  | 3 | 0 | 1 | 2 | 3  | 10 | -7  |
| Breznica     | 1  | 3 | 0 | 1 | 2 | 2  | 21 | -19 |

Fonte: Sito UEFA Gruppo 4
|              | BRE  | MED | OLI | PÄR |
| ------------ | ---- | --- | --- | --- |
| Breznica     |      |     |     | 2-2 |
| Medyk Konin  | 9-0  |     | 3-1 |     |
| Olimpia Cluj | 10-0 |     |     | 7-1 |
| Pärnu        |      | 0-1 |     |     |

### Gruppo 5
| Squadra           | Pt | G | V | N | P | GF | GS | DR  |
| ----------------- | -- | - | - | - | - | -- | -- | --- |
| Zurigo            | 9  | 3 | 3 | 0 | 0 | 11 | 1  | +10 |
| Pomurje           | 6  | 3 | 2 | 0 | 1 | 10 | 8  | +2  |
| Slovan Bratislava | 3  | 3 | 1 | 0 | 2 | 5  | 8  | -3  |
| Vllaznia          | 0  | 3 | 0 | 0 | 3 | 2  | 11 | -9  |

Fonte: Sito UEFA Gruppo 5
|                   | POM | SLO | VLL | ZUR |
| ----------------- | --- | --- | --- | --- |
| Pomurje           |     |     | 6-1 | 0-5 |
| Slovan Bratislava | 2-4 |     |     |     |
| Vllaznia          |     | 1-2 |     |     |
| Zurigo            |     | 3-1 | 3-0 |     |

### Gruppo 6
| Squadra            | Pt | G | V | N | P | GF | GS | DR |
| ------------------ | -- | - | - | - | - | -- | -- | -- |
| SFK 2000           | 7  | 3 | 2 | 1 | 0 | 6  | 2  | +4 |
| Ramat HaSharon     | 6  | 3 | 2 | 0 | 1 | 5  | 1  | +4 |
| Žytlobud-1 Charkiv | 4  | 3 | 1 | 1 | 1 | 4  | 3  | +1 |
| Rīgas FS           | 0  | 3 | 0 | 0 | 3 | 0  | 9  | -9 |

Fonte: Sito UEFA Gruppo 6
|                    | RAM | RĪG | SFK | ŽYT |
| ------------------ | --- | --- | --- | --- |
| Ramat HaSharon     |     |     |     | 1-0 |
| Rīgas FS           | 0-4 |     |     |     |
| SFK 2000           | 1-0 | 3-0 |     |     |
| Žytlobud-1 Charkiv |     | 2-0 | 2-2 |     |

### Gruppo 7
| Squadra              | Pt | G | V | N | P | GF | GS | DR  |
| -------------------- | -- | - | - | - | - | -- | -- | --- |
| BIIK Kazygurt        | 9  | 3 | 3 | 0 | 0 | 9  | 1  | +8  |
| Gintra Universitetas | 6  | 3 | 2 | 0 | 1 | 15 | 4  | +11 |
| Wexford Youths       | 1  | 3 | 0 | 1 | 2 | 2  | 5  | -3  |
| Criuleni             | 1  | 3 | 0 | 1 | 2 | 0  | 16 | -16 |

Fonte: Sito UEFA Gruppo 7
|                      | CRI  | GIN | KAZ | WEX |
| -------------------- | ---- | --- | --- | --- |
| Criuleni             |      |     |     | 0-0 |
| Gintra Universitetas | 13-0 |     | 0-3 |     |
| BIIK Kazygurt        | 3-0  |     |     | 3-1 |
| Wexford Youths       |      | 1-2 |     |     |

### Gruppo 8
| Squadra      | Pt | G | V | N | P | GF | GS | DR  |
| ------------ | -- | - | - | - | - | -- | -- | --- |
| Avaldsnes    | 9  | 3 | 3 | 0 | 0 | 19 | 1  | +18 |
| Benfica      | 6  | 3 | 2 | 0 | 1 | 8  | 7  | +1  |
| PK-35 Vantaa | 3  | 3 | 1 | 0 | 2 | 3  | 4  | -1  |
| Newry City   | 0  | 3 | 0 | 0 | 3 | 0  | 18 | -18 |

Fonte: Sito UEFA Gruppo 8
|              | AVA | BEN | NEW  | PKV |
| ------------ | --- | --- | ---- | --- |
| Avaldsnes    |     |     | 11-0 | 2-0 |
| Benfica      | 1-6 |     |      |     |
| Newry City   |     | 0-5 |      |     |
| PK-35 Vantaa |     | 1-2 | 2-0  |     |

### Gruppo 9
| Squadra     | Pt | G | V | N | P | GF | GS | DR  |
| ----------- | -- | - | - | - | - | -- | -- | --- |
| Twente      | 9  | 3 | 3 | 0 | 0 | 17 | 3  | +14 |
| Ferencváros | 6  | 3 | 2 | 0 | 1 | 7  | 2  | +5  |
| Konak       | 3  | 3 | 1 | 0 | 2 | 7  | 8  | -1  |
| Hibernians  | 0  | 3 | 0 | 0 | 3 | 0  | 18 | -18 |

Fonte: Sito UEFA Gruppo 9
|                    | FER | HIB | KON | TWE |
| ------------------ | --- | --- | --- | --- |
| Ferencváros        |     |     | 2-0 |     |
| Hibernians         | 0-4 |     |     |     |
| Konak Belediyespor |     | 5-0 |     | 2-6 |
| Twente             | 2-1 | 9-0 |     |     |

## Fase a eliminazione diretta
Alla fase a eliminazione diretta partecipano 32 squadre, di cui 23 squadre qualificate direttamente ai sedicesimi e le 9 squadre che hanno vinto il proprio girone nel turno preliminare. Le fasce per il sorteggio vengono composte in base al coefficiente UEFA dei club. Nei sedicesimi e negli ottavi di finale non possono essere accoppiate squadre dello stesso Paese. In questa fase le squadre si affrontano in partite di andata e ritorno, eccetto che nella finale.
Teste di serie:
- Olympique Lione (114,410) (DT)
- Wolfsburg (116,535)
- Rosengård (85,615)
- Paris Saint-Germain (74,410)
- Fortuna Hjørring (51,705)
- Brøndby (50,705)
- Barcelona (49,695)
- Rossijanka (44,365)
- Glasgow City (39,900)
- Sparta Praga (36,550)
- Bayern Monaco (34,535)
- Zurigo (34,240)
- Zvezda 2005 Perm' (32,365)
- Brescia (27,705)
- AGSM Verona (25,705)
- Slavia Praga (25,550)

Non teste di serie:
- Chelsea (24,830)
- Apollōn Lemesou (23,940)
- Eskilstuna United (21,615)
- Twente (21,600)
- LSK Kvinner (21,405)
- St. Pölten (18,065)
- BIIK Kazygurt (17,270)
- Manchester City (16,830)
- SFK 2000 (14,630)
- Athletic Bilbao (13,695)
- Medyk Konin (13,445)
- Sturm Graz (10,065)
- Hibernian (9,900)
- Avaldsnes (9,405)
- Minsk (7,800)
- Breiðablik (5,445)

### Sedicesimi di finale
Il sorteggio degli accoppiamenti per i sedicesimi di finale si è tenuto a Nyon il 1º settembre 2016. L'andata si è disputata il 5 e il 6 ottobre 2016, mentre il ritorno si è disputato il 12 e il 13 ottobre 2016.
| Squadra 1         | Totale      | Squadra 2           | Andata | Ritorno     |
| ----------------- | ----------- | ------------------- | ------ | ----------- |
| Sturm Graz        | 0 - 9       | Zurigo              | 0 - 6  | 0 - 3       |
| Breiðablik        | 0 - 1       | Rosengård           | 0 - 1  | 0 - 0       |
| LSK Kvinner       | 4 - 5       | Paris Saint-Germain | 3 - 1  | 1 - 4       |
| Avaldsnes         | 2 - 10      | Olympique Lione     | 2 - 5  | 0 - 5       |
| Eskilstuna United | 3 - 1       | Glasgow City        | 1 - 0  | 2 - 1       |
| SFK 2000          | 1 - 2       | Rossijanka          | 0 - 0  | 1 - 2       |
| Chelsea           | 1 - 4       | Wolfsburg           | 0 - 3  | 1 - 1       |
| Twente            | 5 - 1       | Sparta Praga        | 2 - 0  | 3 - 1       |
| Apollōn Lemesou   | 3 - 4       | Slavia Praga        | 1 - 1  | 2 - 3       |
| Athletic Bilbao   | 3 - 4       | Fortuna Hjørring    | 2 - 1  | 1 - 3 (dts) |
| Minsk             | 1 - 5       | Barcelona           | 0 - 3  | 1 - 2       |
| Medyk Konin       | 6 - 6 (gfc) | Brescia             | 4 - 3  | 2 - 3       |
| Manchester City   | 6 - 0       | Zvezda 2005 Perm'   | 2 - 0  | 4 - 0       |
| BIIK Kazygurt     | 4 - 2       | AGSM Verona         | 3 - 1  | 1 - 1       |
| Hibernian         | 1 - 10      | Bayern Monaco       | 0 - 6  | 1 - 4       |
| St. Pölten        | 2 - 4       | Brøndby             | 0 - 2  | 2 - 2       |

### Ottavi di finale
Il sorteggio degli accoppiamenti per gli ottavi di finale si è tenuto a Nyon il 17 ottobre 2016. L'andata si è disputata il 9 e il 10 novembre 2016, mentre il ritorno si è disputato il 16 e il 17 novembre 2016.
| Squadra 1         | Totale | Squadra 2           | Andata | Ritorno |
| ----------------- | ------ | ------------------- | ------ | ------- |
| BIIK Kazygurt     | 1 - 7  | Paris Saint-Germain | 0 - 3  | 1 - 4   |
| Barcelona         | 5 - 0  | Twente              | 1 - 0  | 4 - 0   |
| Slavia Praga      | 1 - 6  | Rosengård           | 1 - 3  | 0 - 3   |
| Manchester City   | 2 - 1  | Brøndby             | 1 - 0  | 1 - 1   |
| Brescia           | 1 - 4  | Fortuna Hjørring    | 0 - 1  | 1 - 3   |
| Olympique Lione   | 17 - 0 | Zurigo              | 8 - 0  | 9 - 0   |
| Eskilstuna United | 1 - 8  | Wolfsburg           | 1 - 5  | 0 - 3   |
| Bayern Monaco     | 8 - 0  | Rossijanka          | 4 - 0  | 4 - 0   |

### Quarti di finale
Il sorteggio degli accoppiamenti per i quarti di finale si è tenuto a Nyon il 25 novembre 2016. L'andata si è disputata il 22 e il 23 marzo 2017, mentre il ritorno si è disputato il 29 e il 30 marzo 2016.
| Squadra 1        | Totale | Squadra 2           | Andata | Ritorno |
| ---------------- | ------ | ------------------- | ------ | ------- |
| Fortuna Hjørring | 0 - 2  | Manchester City     | 0 - 1  | 0 - 1   |
| Rosengård        | 0 - 3  | Barcelona           | 0 - 1  | 0 - 2   |
| Wolfsburg        | 1 - 2  | Olympique Lione     | 0 - 2  | 1 - 0   |
| Bayern Monaco    | 1 - 4  | Paris Saint-Germain | 1 - 0  | 0 - 4   |

### Semifinali
Il sorteggio degli accoppiamenti per le semifinali si è tenuto a Nyon il 25 novembre 2016. L'andata si è disputata il 22 aprile 2017, mentre il ritorno si è disputato il 29 aprile 2017.
| Squadra 1       | Totale | Squadra 2           | Andata | Ritorno |
| --------------- | ------ | ------------------- | ------ | ------- |
| Barcelona       | 1 - 5  | Paris Saint-Germain | 1 - 3  | 0 - 2   |
| Manchester City | 2 - 3  | Olympique Lione     | 1 - 3  | 1 - 0   |

### Finale
| Arbitro: | Bibiana Steinhaus |

|                                                                    |                      |                                                                     |
| Majri Le Sommer Renard Mbock Bathy Kumagai Marozsán Abily Bouhaddi | Tiri di rigore 7 – 6 | Cristiane Delannoy Geyoro Delie Formiga Boquete Lawrence Kiedrzynek |

#### Formazioni
| Olympique Lione: |    |                    |  |          |
|                  |    |                    |  |          |
| P                | 16 | Sarah Bouhaddi     |  |          |
| D                | 3  | Wendie Renard      |  |          |
| D                | 7  | Amel Majri         |  |          |
| D                | 21 | Kadeisha Buchanan  |  |          |
| D                | 29 | Griedge Mbock      |  |          |
| C                | 5  | Saki Kumagai       |  | 66’      |
| C                | 10 | Dzsenifer Marozsán |  |          |
| C                | 23 | Camille Abily      |  |          |
| A                | 9  | Eugénie Le Sommer  |  |          |
| A                | 14 | Ada Hegerberg      |  | 60’      |
| A                | 31 | Alex Morgan        |  | 23’      |
| A disposizione:  |    |                    |  |          |
| P                | 30 | Méline Gérard      |  |          |
| D                | 8  | Jessica Houara     |  |          |
| D                | 27 | Caroline Seger     |  |          |
| C                | 26 | Josephine Henning  |  |          |
| A                | 12 | Élodie Thomis      |  | 23’ 107’ |
| A                | 18 | Claire Lavogez     |  | 107’     |
| A                | 22 | Pauline Bremer     |  | 60’      |
| Allenatore:      |    |                    |  |          |
| Gérard Prêcheur  |    |                    |  |          |

| Paris Saint-Germain: |    |                      |  |         |
|                      |    |                      |  |         |
| P                    | 1  | Katarzyna Kiedrzynek |  |         |
| D                    | 5  | Sabrina Delannoy     |  |         |
| D                    | 14 | Irene Paredes        |  |         |
| D                    | 26 | Grace Geyoro         |  |         |
| C                    | 7  | Aminata Diallo       |  | 55’ 57’ |
| C                    | 17 | Eve Périsset         |  | 94’     |
| C                    | 21 | Ashley Lawrence      |  |         |
| C                    | 24 | Formiga              |  | 90’     |
| C                    | 28 | Shirley Cruz         |  | 80’     |
| A                    | 10 | Cristiane            |  |         |
| A                    | 18 | Marie-Laure Delie    |  | 29’     |
| A disposizione:      |    |                      |  |         |
| P                    | 16 | Loes Geurts          |  |         |
| D                    | 3  | Laure Boulleau       |  |         |
| D                    | 4  | Laura Georges        |  | 80’ 81’ |
| D                    | 20 | Perle Morroni        |  | 94’     |
| C                    | 19 | Lina Boussaha        |  |         |
| C                    | 20 | Sana Daoudi          |  |         |
| A                    | 21 | Verónica Boquete     |  | 57’     |
| Allenatore:          |    |                      |  |         |
| Patrice Lair         |    |                      |  |         |

## Statistiche
Il titolo di capocannoniere del torneo è nuovamente concesso alla giocatrice con il maggior numero di gol segnati nella fase di qualificazione e in quella ad eliminazione diretta.

### Classifica marcatori
| Gol |  | Minuti giocati | Giocatore            | Squadra              |
| --- |  | -------------- | -------------------- | -------------------- |
| 8   |  | 342'           | Zsanett Jakabfi      | Wolfsburg            |
| 8   |  | 416'           | Vivianne Miedema     | Bayern Monaco        |
| 7   |  | 270'           | Alexandra Lunca      | Olimpia Cluj         |
| 7   |  | 450'           | Aleksandra Sikora    | Medyk Konin          |
| 7   |  | 630'           | Gulnara Gabelia      | BIIK Kazygurt        |
| 6   |  | 102'           | Loredana Popa        | Olimpia Cluj         |
| 6   |  | 335'           | Hege Hansen          | Avaldsnes            |
| 6   |  | 405'           | Fabienne Humm        | Zurigo               |
| 6   |  | 601'           | Cristiane            | Paris Saint-Germain  |
| 6   |  | 612'           | Eugénie Le Sommer    | Olympique Lione      |
| 5   |  | 135'           | Sanne Schoenmakers   | Standard Liegi       |
| 5   |  | 167'           | Aminat Yakubu        | Minsk                |
| 5   |  | 185'           | Martina Šalek        | Osijek               |
| 5   |  | 246'           | Tetjana Kozyrenko    | Gintra Universitetas |
| 5   |  | 326'           | Renate Jansen        | Twente               |
| 5   |  | 406'           | Emueje Ogbiagbevha   | Minsk                |
| 5   |  | 436'           | Katarzyna Daleszczyk | Medyk Konin          |
| 5   |  | 663'           | Camille Abily        | Olympique Lione      |
| 5   |  | 720'           | Jennifer Hermoso     | Barcellona           |

Fonte: Sito UEFA Reti realizzate turno di qualificazione
Sito UEFA Reti realizzate turno a eliminazione diretta

### Classifica assist
| Assist | Minuti giocati | Giocatore               | Squadra             |
| ------ | -------------- | ----------------------- | ------------------- |
| 5      | 654'           | Dzsenifer Marozsán      | Olympique Lione     |
| 5      | 663'           | Camille Abily           | Olympique Lione     |
| 4      | 431'           | Ellen Jansen            | Twente              |
| 4      | 436'           | Liljana Kostova         | Medyk Konin         |
| 4      | 450'           | Hólmfríður Magnúsdóttir | Avaldsnes           |
| 4      | 450'           | Maren Mjelde            | Avaldsnes           |
| 3      | 107'           | Mariana Coelho          | Benfica             |
| 3      | 256'           | Davinia Vanmechelen     | Standard Liegi      |
| 3      | 270'           | Maja Joščak             | Osijek              |
| 3      | 270'           | Alexandra Lunca         | Olimpia Cluj        |
| 3      | 335'           | Hege Hansen             | Avaldsnes           |
| 3      | 412'           | Sara Däbritz            | Bayern Monaco       |
| 3      | 436'           | Fanndís Fridriksdóttir  | Breidablik          |
| 3      | 484'           | Lara Dickenmann         | Wolfsburg           |
| 3      | 511'           | Ada Hegerberg           | Olympique Lione     |
| 3      | 570'           | Florentina Spânu Olar   | Fortuna Hjørring    |
| 3      | 655'           | Shirley Cruz            | Paris Saint-Germain |